# 유화정책

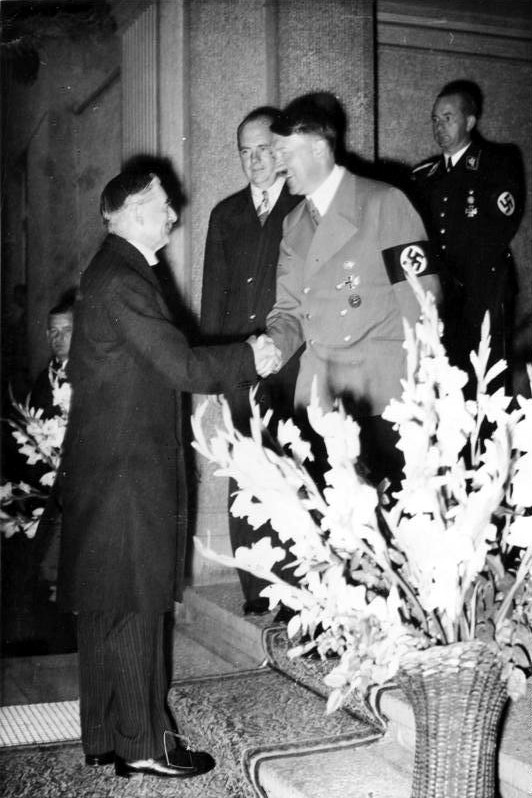

유화정책(宥和政策)은 힘관계에 의한 현상타파를 의도해서 전개되는 적극적 대외정책에 대해 취하는 극히 타협적인 외교정책이다. 일국의 대외적인 요구가 현상의 테두리 내에 머무를 의도하에서 행하여지고 있는가, 현상타파를 의도하면서 차츰차츰 행하여지고 있는가, 하는 정세판단의 오류에 유래하는 정책이다.
충돌을 회피하기 위해 공격적 힘에 대해 정치적, 물질적, 영토적 양해를 취하는 외교 정책으로 볼 수 있다. 제2차 대전 전의 영국 수상 체임벌린이 나치스 독일에 대해 취한 정책이 문제로 된다. 예를 들어, 영국의 총리 램지 맥도널드, 스탠리 볼드윈, 네빌 체임벌린이 나치 독일과 이탈리아 왕국에 대해 취한 영국 정부의 외교 정책에 적용된다.
이와 별개로 나치 독일의 히틀러가 정권을 잡은 지 얼마 안되었을 때 폴란드에게 유화정책을 실시한 적도 있다

## 같이 보기
- 봉쇄 정책
- 데인겔드
- 데탕트
- 억지이론
- 게임 이론
- 세계 평화 지수
- 국제 관계 (1919년-1939년)
- 현실정치
- 신뢰
- 왜 단치히를 위해 죽어야 하는가?